# 西北大學 (泰國)
西北大學，是泰國清邁一所基督教私立大學，成立於1974年。

## 概要
該校是泰國私立大學協會（Association of Private Higher Education Institutions in Thailand）創始成員，也是亞洲基督教大學協會、東南亞大學協會（ASAIHL）成員。

## 學術機構
西北大學在12個學系中，提供22個泰語學位課程。

### 本科
- 會計、金融與銀行業學院
- 藝術學院
- 商業管理學院
- 傳播學院
- 經濟學院
- 法學院
- 音樂學院
- 護理學院
- 藥學院
- 理學院
- 社會科學與人文學院
- 神學院

#### 國際課程 (英語授課)
- 資訊科技
- 國際商業管理
- 國際醫務管理
- 英語傳播學院
- 電腦資訊系統[1]

### 研究生
- 會計碩士
- MBA
- 神學碩士
- 音樂碩士
- 法學碩士

#### 國際課程 (英語授課)
- 語言學碩士
- 英語教育與外語碩士
- 商業管理與國際商業碩士
- 神學碩士
- 建設和平（Peacebuilding）博士

## 所在地
西北大學在泰國第二大城－清邁，擁有2個校園。

## 西北大學檔案館
西北大學檔案館蒐藏了泰國北部新教徒的傳教檔案。館藏涵蓋許多19世紀至20世紀傳教士的個人書信，以及若干傳教機構的檔案。

## 外部連結
- 西北大學官方网站 （页面存档备份，存于）
- 你好網：泰国西北大学 （页面存档备份，存于）